# Kumkale
Kumkale (autrefois écrit Kum Kale en deux mots) est un village de la province de Çanakkale, en Turquie.

## Géographie
Kumkale est situé à 39°59 N 26°14 E, dans le district central de Çanakkale. Il se trouve dans le Parc National de Troie (Troie est une ancienne ville de Turquie, incluse dans les sites du patrimoine mondial). Il est situé à 27 kilomètres de Çanakkale. La population du village était de 1 075 habitants en 2019.

## Histoire
Selon certains historiens ce village pourrait être le point de départ de la campagne d’Alexandre le Grand en Anatolie au IVe siècle av. J.-C..

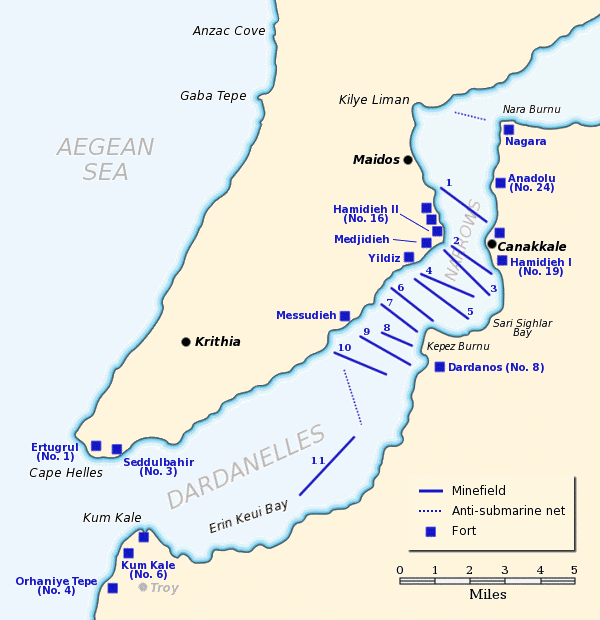
Carte des champs de mines et des fortifications ottomanes dans les Dardanelles durant la Première Guerre mondiale. Kumkale figure en bas à gauche, à l'entrée est du détroit.

Kumkale était un village prospère avant la Première Guerre mondiale. Mais au cours des premières phases de la bataille des Dardanelles, le village a été évacué à cause du débarquement des troupes françaises sur la plage (voir Bataille de Kumkale). Après la guerre, le village n’a pas été repeuplé. Cependant en 1928 quelques personnes ont commencé à s’installer dans un endroit légèrement à l’est de l’ancien village. Le nom initial de ce nouveau village était Mısırlık, mais le nom Kumkale revint en usage. Lorsque la minorité turque en Bulgarie a été expulsée de Bulgarie, un certain nombre de familles ont été installées à Kumkale et la ville a été déclarée le siège de son canton en 1992. Cependant, lors de la réorganisation du gouvernement local turc en 2013, son statut a changé pour celui d’un village.

## Économie
La principale activité économique de la région est l’agriculture. Les tomates sont le produit le plus important. Le coton et le tournesol sont également produits.